# Balle de cire
 (novembre 2021).
La mise en forme du texte ne suit pas les recommandations de Wikipédia : il faut le « wikifier ».
Les points d'amélioration suivants sont les cas les plus fréquents. Le détail des points à revoir est peut-être précisé sur la page de discussion.
- Les titres sont pré-formatés par le logiciel. Ils ne sont ni en capitales, ni en gras.
- Le texte ne doit pas être écrit en capitales (les noms de famille non plus), ni en gras, ni en italique, ni en « petit »…
- Le gras n'est utilisé que pour surligner le titre de l'article dans l'introduction, une seule fois.
- L'italique est rarement utilisé : mots en langue étrangère, titres d'œuvres, noms de bateaux, etc.
- Les citations ne sont pas en italique mais en corps de texte normal. Elles sont entourées par des guillemets français : « et ».
- Les listes à puces sont à éviter, des paragraphes rédigés étant largement préférés. Les tableaux sont à réserver à la présentation de données structurées (résultats, etc.).
- Les appels de note de bas de page (petits chiffres en exposant, introduits par l'outil «  Source ») sont à placer entre la fin de phrase et le point final[comme ça].
- Les liens internes (vers d'autres articles de Wikipédia) sont à choisir avec parcimonie. Créez des liens vers des articles approfondissant le sujet. Les termes génériques sans rapport avec le sujet sont à éviter, ainsi que les répétitions de liens vers un même terme.
- Les liens externes sont à placer uniquement dans une section « Liens externes », à la fin de l'article. Ces liens sont à choisir avec parcimonie suivant les règles définies. Si un lien sert de source à l'article, son insertion dans le texte est à faire par les notes de bas de page.
- La présentation des références doit suivre les conventions bibliographiques. Il est recommandé d'utiliser les modèles {{Ouvrage}}, {{Chapitre}}, {{Article}}, {{Lien web}} et/ou {{Bibliographie}}. Le mode d'édition visuel peut mettre en forme automatiquement les références.
- Insérer une infobox (cadre d'informations à droite) n'est pas obligatoire pour parachever la mise en page.

Pour une aide détaillée, merci de consulter Aide:Wikification.
Si vous pensez que ces points ont été résolus, vous pouvez retirer ce bandeau et améliorer la mise en forme d'un autre article.
Une balle de cire est un projectile non létal fait de cire (souvent de la cire de paraffine ou un mélange de cires et d'autres substances produisant la consistance souhaitée) qui imite la balistique externe mais pas les effets terminaux des vraies balles. En raison du faible poids et de la faible densité, les balles de cire sont généralement utilisées dans une cartouche à percussion centrale amorcée avec peu ou pas de poudres propulsives, car souvent l'allumage de l'amorce à lui seul peut fournir toute l'énergie nécessaire pour propulser la balle de cire.
En raison du manque de propulseurs, les cartouches de balles de cire ne fournissent pas suffisamment de recul pour faire fonctionner les armes à feu semi-automatiques, elles sont donc le plus souvent utilisées dans les revolvers et autres armes à feu à répétition manuelle. Des cartouches et des kits de conversion spécialement conçus peuvent être utilisés pour convertir des armes à feu automatiques ou semi-automatiques en armes à balles de cire, utilisées dans la formation tactique pour la police et l'armée.
Les balles de cire sont utilisées depuis plus d'un siècle dans l'entraînement militaire, le tir sportif et les compétitions de tir de confrontation où l'utilisation de vraies balles métalliques serait inutilement dangereuse et peu pratique. Dans le passé, les balles de cire étaient également utilisées par les illusionnistes pour des illusions impliquant des armes à feu. Cette pratique remonte au moins à Jean Eugène Robert-Houdin, qui utilisait des balles creuses en cire colorées pour ressembler à des balles de plomb. Lorsqu'elle était placée sur une charge de poudre à canon, la balle de cire se désintégrait lors du tir.

## Construction
Les balles de cire peuvent être facilement construites en utilisant une douille pour poinçonner un cylindre dans une feuille de cire de paraffine, puis en amorçant la cartouche à l'aide d'un équipement de rechargement manuel habituel. L'ajout facultatif de cire d'abeille et/ou de graisse produira une balle plus douce et plus flexible que la paraffine pure. Des vitesses plus élevées peuvent être obtenues en utilisant des cartouches spéciales percées pour accepter les amorces de fusil de chasse, qui fournissent des vitesses plus élevées, et certaines compétitions de tir rapide permettent l'utilisation d'une petite quantité de poudre noire ou de substitut de poudre noire pour fournir des vitesses plus élevées pour certains événements. Des balles de cire produites pour le commerce sont également disponibles et peuvent être nécessaires pour les compétitions. Ces balles préformées sont simplement enfoncées dans la cartouche.

## Usage

### Tir sportif

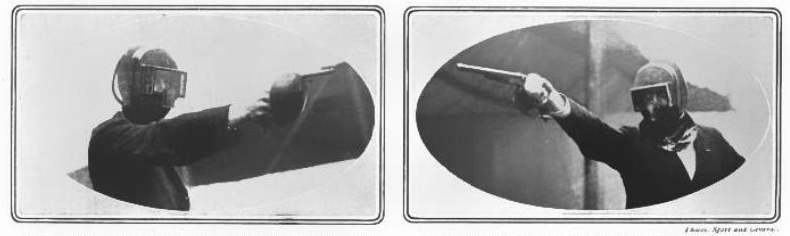
Un duelliste protégé contre les balles de cire, Lebouttellier, vainqueur du championnat international de revolver. -- J Rodoconachi (France) Gagnant du Championnat International de Pistolet -- Presque aussi inoffensif que les duels en France : des balles de cire dans des combats mimiques à Olympie.

En tir rapide et tir de spectacle, les tireurs utilisent souvent des balles de cire pour des raisons de sécurité, de sorte que s'ils se tirent accidentellement une balle dans le pied ou la jambe en tirant de leurs étuis, ils ne soient pas gravement blessés. La World Fast Draw Association (WFDA) utilise des balles de cire dans bon nombre de leurs compétitions, ainsi que des balles à blanc pour ballons (balloon popping blanks) qui tirent de la poudre noir grossièrement broyée. Les balles utilisées dans les compétitions de la WFDA et d'autres compétitions similaires doivent être fabriquées commercialement, et il existe un certain nombre de fabricants qui produisent des balles de cire à cette fin.
Au début du 20e siècle, il y avait un certain intérêt pour le faux duel au pistolet utilisant des balles de cire. Le sport a d'abord gagné en popularité en France où, en 1901, le Dr Paul Devillers, qui était également un duelliste passionné, a conçu une nouvelle balle de cire innovante pour l'entraînement. Des vêtements en toile épaisse étaient portés pour protéger le corps, un casque en métal avec une plaque de verre épaisse protégeait la tête et le visage et les pistolets étaient souvent équipés de gardes à l'avant du pontet qui s'étendaient vers l'extérieur pour protéger la main du tireur. Ce fut populaire durant une brève période.
Ce sport a été présenté en tant qu'événement associé (non médaillé) lors des Jeux olympiques d'été de 1908 à Londres.

### Cible d'entrainement
Il existe un certain nombre d'autres projectiles à faible vitesse et à faible masse disponibles pour les tireurs. Des balles en caoutchouc ou en plastique conçues pour le tir sur cible à courte portée avec des cartouches amorcés peuvent également être achetées ; ces balles sont généralement réutilisables si un piège à balles approprié est utilisé, mais sont susceptibles de ricocher. Avec les balles de cire, une simple feuille de contreplaqué suffit pour arrêter la balle (lors de l'impact, la cire se déforme et colle au bois, où elle peut ensuite être grattée et réutilisée). Le coût par tour de balles de cire est faible car les amorces peuvent être achetées pour moins de 2,00 $ US par lot de cent et que la cire elle-même peut être réutilisée. Le rechargement est très rapide et nécessite un équipement minimal : un outil de décapsulage pour éliminer l'apprêt usagé et un outil d'amorçage. Avec ceux-ci, le chargement de 50 cartouches de balles de cire prendra moins de dix minutes. Les balles de cire ne sont normalement utilisées que dans les revolvers et les pistolets à un coup pour la pratique de tir à courte portée. Les armes à feu alimentées par chargeur peuvent utiliser des balles de cire, mais elles peuvent avoir besoin d'être alimentées individuellement.

### Entraînement au combat

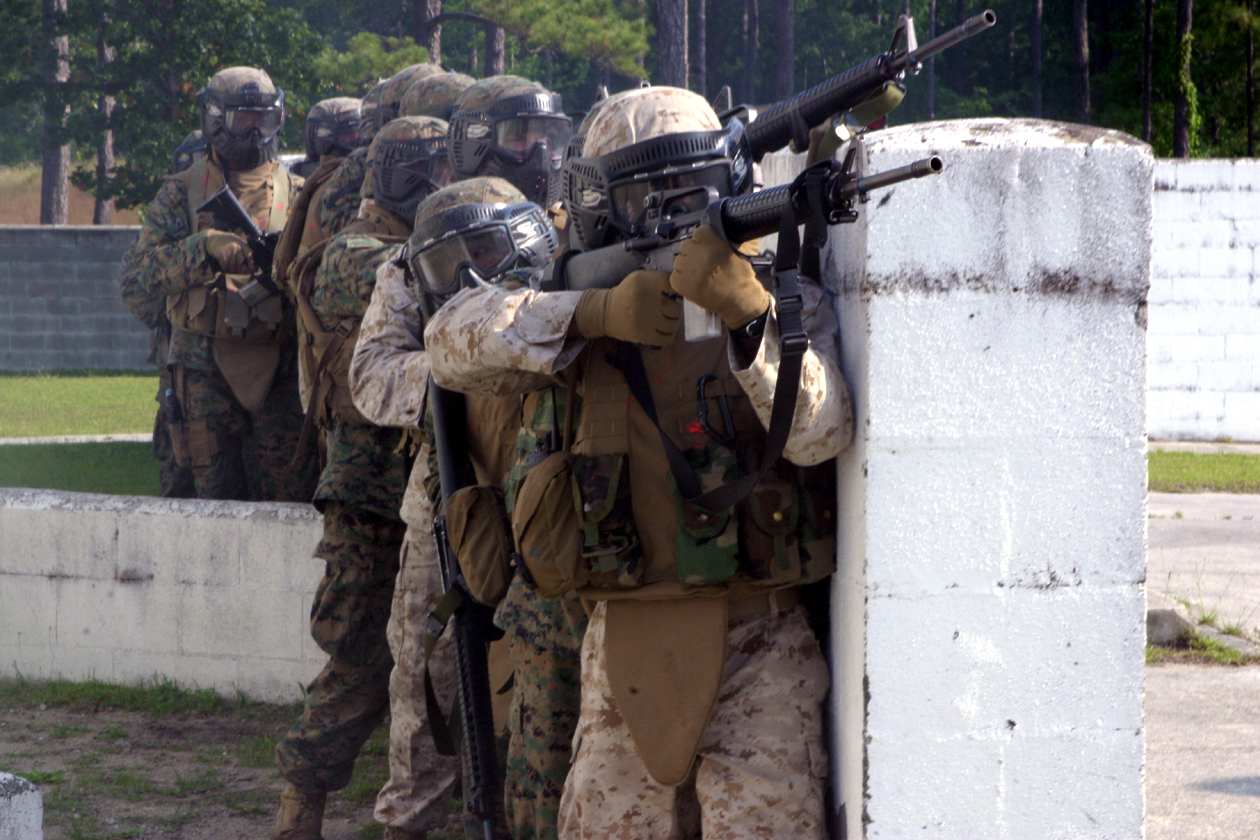
Les Marines américains utilisent des simunitions pendant un entraînement à la guerre urbaine.

L'armée américaine utilise des cartouches de marquage non létales de 5,56 mm lors de l'entraînement. La balle a deux amorces. L'amorce avant propulse un projectile rempli de cire qui marque avec de la cire colorée à l'impact. La cire peut être retirée avec une simple lessive.
Les simunitions (pour « munitions simulées » en anglais) sont des cartouches spéciales qui tirent des projectiles en plastique remplis de peinture colorée qui sont utilisés pour marquer des cibles un peu comme des billes de peinture. Les simunitions sont conçues pour des fusils et des pistolets semi-automatiques spécialement modifiés. Les projectiles en plastique remplis de peinture sont plus durables et précis que les billes de peinture, et il est sans danger de se faire tirer dessus en portant des vêtements de protection. Les simunitions sont utilisées par la police et les forces militaires pour un entraînement réaliste. Contrairement aux balles de cire normales, les simunitions ne sont pas moins chères que les balles réelles : les coûts des cartouches de simunitions sont jusqu'à trois fois supérieurs au coût des munitions réelles.[réf. nécessaire]

## Problèmes de sécurité
Les balles de cire ne sont normalement pas mortelles et ne pénètrent pas dans les murs solides, elles peuvent donc être utilisées en toute sécurité à l'intérieur ou dans des situations où les balles réelles sont dangereuses en raison du risque de pénétration excessive, de balles perdues et de ricochets . Cela ne veut pas dire que ces balles de cire sont entièrement sans risque, car les vitesses de sortie sont d'environ 150 m par seconde. Cela dépasse les vitesses des billes de paintball et de graves dommages pourraient être causés aux zones sensibles. Des précautions doivent donc être prises lors de leur utilisation.